# 아쿠탁

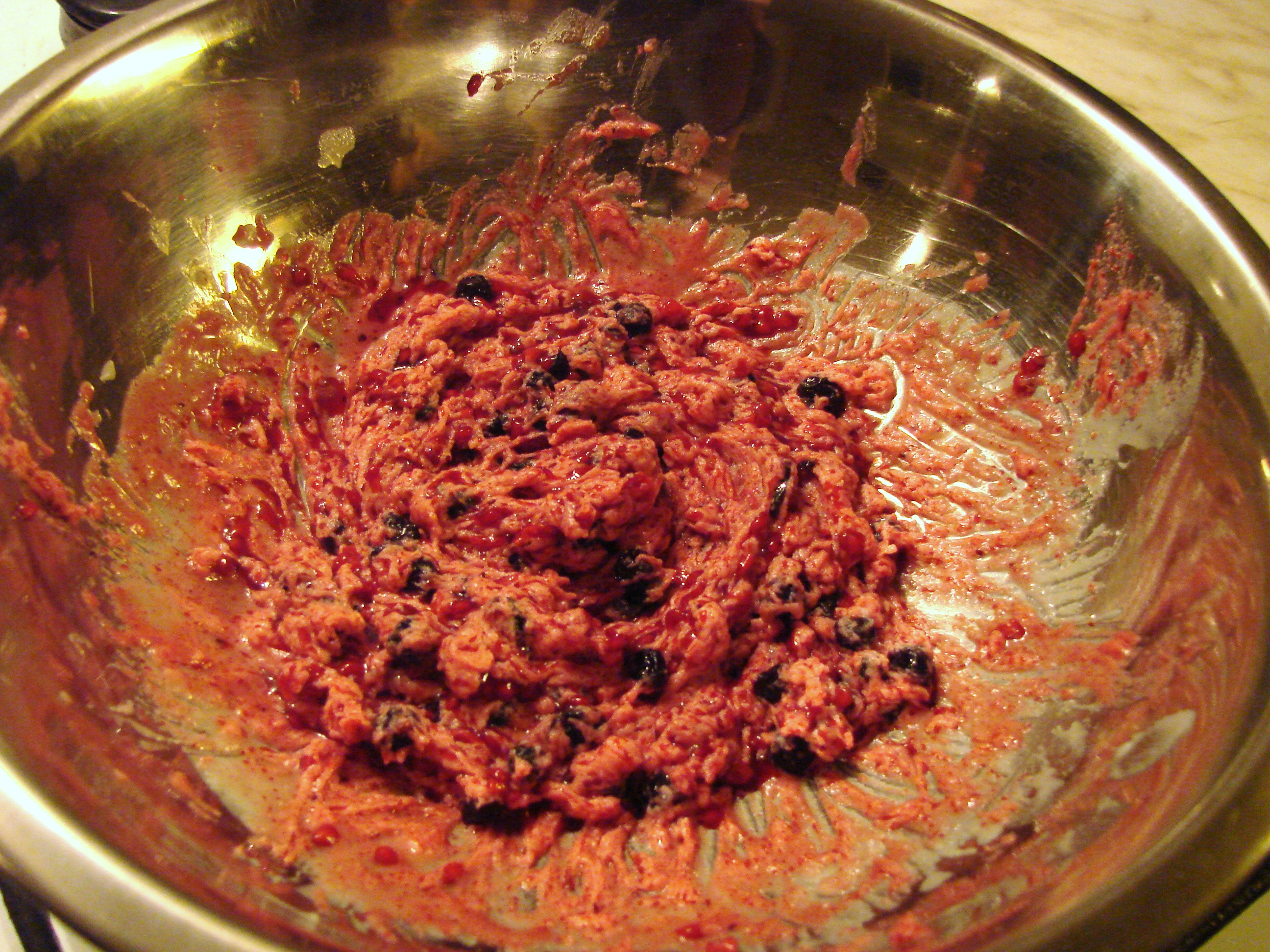
라스베리, 블루베리, 쇼트닝으로 만든 아쿠탁

아쿠탁(영어: Akutaq, 이누크티투트어: ᐊᑯᑕᖅ)은 알래스카 서부 및 캐나다 북부의 원주민인 유픽인의 음식이다. 지방에 크렌베리, 새먼베리, 크로우베리, 클라우드베리, 블루베리 등의 나무열매, 생선, 뿌리 등을 섞어 만든다.

## 같이 보기
- 페미컨